# Köm
Der Köm (auch Kööm) ist ein heller oder gelber Aquavit aus Norddeutschland. Er wird entweder kalt getrunken oder als Grundlage für Teepunsch (ein Grog-ähnliches Heißgetränk) verwendet.
Der gelbe (geele) Köm ist ein Korn (mit 32 Vol.-% Alkohol), der mit Kräutern und Gewürzen wie Kümmel, Dillsamen und teils auch einem Hauch Anis verfeinert ist. Er wird sowohl in Nordfriesland als auch in Ostfriesland meist für Teepunsch verwendet, aber auch pur getrunken. In Nordfriesland bildet die Arlau traditionell die Grenze: Nördlich wird gelber Köm getrunken, südlich weißer (witte).
Als Klötenköm oder Klütenkööm (plattdeutsch Klöten, Klüten = Klumpen, Kloß, auch Hoden) wird im Verbreitungsbereich des Niederdeutschen mitunter Eierlikör bezeichnet.